# Klægsbøl
Klægsbøl (dansk), Klixbüll (tysk) eller Klasbel (moringfrisisk, Mooring),
Klexbel eller Kläksbel (kærherredfrisisk, Karhiird) er en landsby og kommune beliggende syd for den dansk-tyske grænse i det nordvestlige Sydslesvig. Administrativt hører kommunen under Nordfrislands kreds i den nordtyske delstat Slesvig-Holsten. Kommunen samarbejder på administrativt plan med andre kommuner i omegnen i Sydtønder kommunefællesskab (Amt Südtondern). Klægsbøl er sogneby i Klægsbøl Sogn. Sognet lå i Kær Herred (Tønder Amt, Sønderjylland), da Slesvig var dansk indtil 1864.

## Geografi
Byen er landbrugspræget. Jordens beskaffenhed består af marsk (Klægsbøl Kog og en del af Gudskog) og enkelte hede- og mosestrækninger i den sydøstlige del af kommunen.
Landsbyen/Kommunen består af Bodersbøl (Buttersbüll), Fly eller Flyde (Flühe), Kathale (Katal), Klægsbølgaard (Klixbüllhof), Ryggenstad (Rückenstadt) og Vraagaard (Wraagaard). Kommunen samarbejder på administrativt plan med andre kommuner i Sydtønder kommunefællesskab (Amt Südtondern).

## Historie
Klægsbøl er første gang nævnt 1352 (Reg. cap.). Stednavnets første led er afledt enten af at klinge, af personanvn Klinge (gl.da. *Kligh) eller måske af klæg (oldn. kleggi), den fede jord, hvoraf marsken består (sml. også slik).
Klægsbøl Kirke nævnes første gang 1240. Formodentlig var kirken i begyndelsen en filial af kirken i Læk. Kirken ligger i den nordlige del af byen, der kaldes Bodersbøl.
Ved delingen af hertugdømmerne i 1544 hørte Klægsbøl til de områder, der tilfaldt hertug Hans den Ældre. Efter hans død kom Klægsbøl under de hertugelige besiddelser.
Ved stormfloden 1634 omkom 60 indbyggere.
I 1720 kom byen atter under Kronen.
I 1864 havde byen kirke, præstegård, 2 skoler, brevsamlingssted, 7 kroer og 2 vindmøller. Byen var delt i Sønder- og Nørre-Klægsbøl, som atter var underinddelt i Ryggenstad og Bodersbøl.